# Marie Byrd Seamount
Koordinaten: 70° 0′ S, 118° 0′ W
Der Marie Byrd Seamount ist ein Tiefseeberg in der Amundsensee vor der Küste des Marie-Byrd-Lands in Antarktika. 
Namensgeber der vom Advisory Committee on Undersea Features im Juni 1988 anerkannten Benennung ist Marie Ames Byrd (1915–1957), Ehefrau des US-amerikanischen Polarforschers Richard Evelyn Byrd.